# A970
«A970» — автодорога в Шотландии, пересекает с севера на юг остров Мейнленд в архипелаге Шетландских островов.
С севера на юг:
- Норт-Ро
- «B9079» в Оллаберри
- шестикилометровое ответвление в Хиллсуик
- Брей
- Хиллсайд, «A968»
- «A971»
- Винсгарт
- пятикилометровое ответвление в Скалловей
- Леруик
- «B9073» в Скалловей
- Куарфф
- Сэндуик
- Ливенуик
- Боддам
- Тоаб
- аэропорт Самборо
- Грутнесс